# Gare de Szélhegy
La gare de Szélhegy (en hongrois : Szélhegy vasútállomás) est une halte ferroviaire hongroise, située à Solymár.